# (35736) 1999 GQ19
1999 GQ19 (asteroide 35736) é um asteroide da cintura principal. Possui uma excentricidade de 0.17451750 e uma inclinação de 6.58224º.
Este asteroide foi descoberto no dia 15 de abril de 1999 por LINEAR em Socorro.